# Nepetasläktet
Nepetasläktet (Nepeta) är ett släkte i familjen kransblommiga som består av ungefär 250 arter. De förekommer vildväxande i Europa, Nordafrika och tempererade Asien. De artrikaste områdena finns i Medelhavsområdet och i sydvästra och centrala Asien. Flera arter odlas som trädgrådsväxter i Sverige.
Släktet består av ettåriga till fleråriga örter eller halvbuskar, de är vanligen aromatiska. Bladen är vanligen runda till avlånga, tandade och ibland med hjärtlik bas. Blommorna sitter i motsatta knippen eller klasar i en axliknande blomställning med fjällika högblad. Fodret är 15-nervigt med fem ungefär likstora flikar. Kronan är tvåläppig, vanligen vit eller blå, överläppen är platt, kluven och underläppen är treflikig. Ståndarna är fyra, de inre ståndare längre än de yttre.

## Bildgalleri

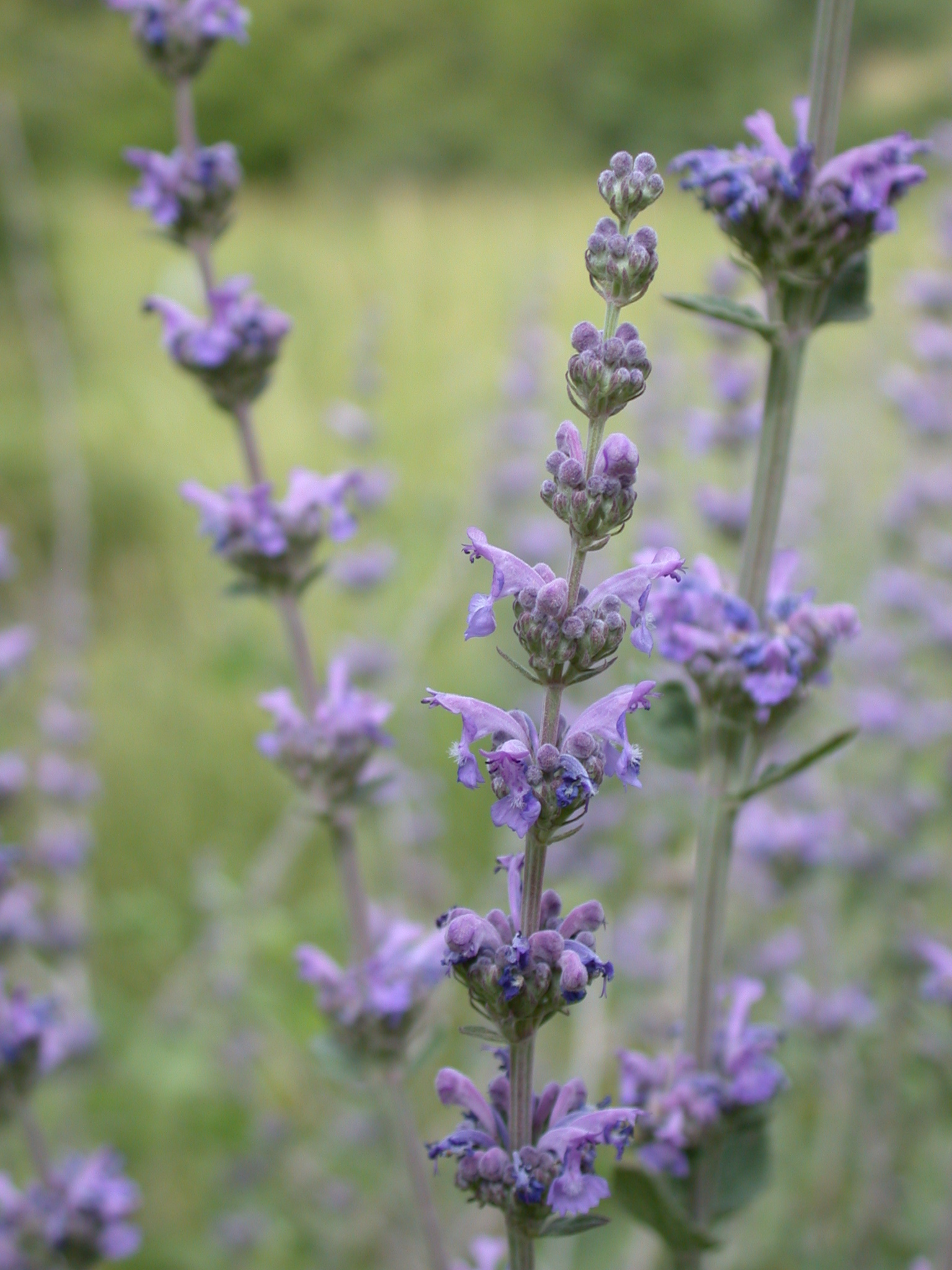

## KladogramenligtCatalogue of Life[1]
| Nepetasläktet | \| \| Kamfernepeta, Nepeta camphorata \| \| \| \| \| \| Kattmynta, Nepeta cataria \| \| \| \| \| \| Blånepeta, Nepeta grandiflora \| \| \| \| \| \| Bergnepeta, Nepeta racemosa \| \| \| \| |
|               | \| \| Kamfernepeta, Nepeta camphorata \| \| \| \| \| \| Kattmynta, Nepeta cataria \| \| \| \| \| \| Blånepeta, Nepeta grandiflora \| \| \| \| \| \| Bergnepeta, Nepeta racemosa \| \| \| \| |
|               | Kamfernepeta, Nepeta camphorata |
|               | |
|               | Kattmynta, Nepeta cataria |
|               | |
|               | Blånepeta, Nepeta grandiflora |
|               | |
|               | Bergnepeta, Nepeta racemosa |
|               | |